# Руенски манастир
Руенският манастир „Свети Йоан Рилски“ е български православен манастир, част от  архиерейско наместничество Дупница на Софийска епархия на Българска православна църква. Разположен е в близост до село Скрино, община Бобошево, област Кюстендил.

## Местоположение
Манастирът е разположен в красива местност в близост до град Бобошево, на около 8 километра западно от международния път София – Кулата, на 2,5 километра над село Скрино – родното място на Свети Иван Рилски.

## История
Строителството на манастира започва върху руините на стар християнски храм, през 1999 г. От него по живописна пътека се стига до пещерата, където най-напред е пустиннослужил Свети Иван Рилски. Манастирът е един от най-новите в България. Монашеското братство издава религиозна литература и излъчва първото църковно радио в България „Сион“. Посетители се допускат всеки ден между 9:30 и 18:00. В манастира живеят трима монаси. В неделя и в празничните дни посетителите могат да чуят монашеския хор по време на литургия.
Манастирът носи името на Свети Иван Рилски или Йоан Рилски Чудотворец (876 – 946) – най-известният български светец, покровител на българския народ, патрон и основател на Рилския манастир – най-големия ставропигиален манастир в България. Живее по време на царуването на княз Борис I, цар Симеон I Велики и цар Петър I (927 – 969).

## Храмов празник
- Църквата чества денят на светеца на 19 октомври.